# Straight River (Fish Hook River)
Der Straight River ist ein 37 km langer Nebenfluss des Fish Hook River im Hubbard County im Norden von Minnesota in den Vereinigten Staaten. Über den Fish Hook River, den Shell River und den Crow Wing River ist er Teil des Einzugsgebietes des Mississippi Rivers und entwässert ein Gebiet von etwa 155 km² in einer ländlichen Umgebung. Der Fluss wird als eines der besten Forellengewässer Minnesotas bezeichnet.
Der Flussname hat seinen Ursprung in einer Übersetzung des Namens für den Straight Lake in der Sprache der Ojibwa, durch den der Fluss in der Nähe seiner Quelle fließt.

## Geographie
Der Straight River entspringt in der White Earth Indian Reservation innerhalb des Two Inlets State Forests, etwa 10 km nordöstlich von Pine Point in der Pine Point Township im Nordwesten des Becker Countys. Er fließt anfänglich südwestwärts durch den Straight Lake und dann in ostsüdöstlicher Richtung in den Südwesten des Hubbard Countys. Er mündet in der Hubbard Townshipm etwa 6 km südlich von Park Rapids in den Fish Hook River. Der Fluss verläuft in der Ökoregion der nördlichen Seen und Wälder, die sich durch Nadelgewächse und Hartholzvegetation auszeichnet. Die Landschaft ist flach und wird durch leicht gewellte Grundmoränen und Sander gebildet.
Der Straight River entspringt einer Quelle, deren Wasser ausreichend kalt ist, um eine reichhaltige Population von Forellen existieren zu lassen und unter Sportanglern bekannt dafür ist, dass Bachforelle gefangen werden können, deren Länge 50 cm überschreitet. In dem Fluss lebte früher auch eine größere Population von Bachsaiblingen, die aber aufgrund steigender Wassertemperaturen zurückgegangen ist. In den frühen 1990er-Jahren haben verschiedene Organisationen das Minnesota Department of Natural Resources verklagt, um einen stärkeren Schutz des Straight Rivers durchzusetzen. Die Behörde hat seitdem begonnen, der Wasserentnahme zur Bewässerung der Landwirtschaft entgegenzuwirken, die sich negativ auf die kalten Quellen des Flusses auswirken.

## Abflussmenge
Der United States Geological Survey betreibt einen Pegel in der Straight River Township. Dort beträgt die langjährige durchschnittliche abfließende Wassermenge 1,72 m³/s. Der höchste Wert war 4,22 m³/s am 6. April 1997 und der niedrigste aufgezeichnete Wert 0,59 m³/s am 23. November 2003.